# 华夏公园
华夏公园是上海市外环线外一座以春景为主题特色的城市公园和生态公园，位于浦东新区张江镇华夏东路285号，南至华夏东路，北至川杨河，西至外环高速S20，东至环城绿带500米规划控制线，占地17.32公顷，为上海外环线环城绿带的组成部。最早是浦东新区环城绿带的一部分，后经过环城400米绿带主体工程，2004年6月正式落成并对外开放；后作为浦东新区2005年生态专项工程的内容改造，于2009年12月竣工。公园内有“獐子重引入试点种群”基地，建有“獐园”，并对獐子进行繁育，输出至其他公园、动物园，或进行野放；游客可以在獐园外进行观看，或周二、四、六进入獐园，更加亲密地接触獐子。

## 历史
最早华夏公园一带是浦东新区环城绿带的百米林带，2001年12月开工建设，于2002年竣工；后作为环城400米绿带主体工程的一部分，2004年6月正式建成并对外开放，占地约12.45公顷。2005年12月5日，浦东新区2005年生态专项工程批准立项，目标为建设包括高东生态园、金海湿地公园和华夏公园等3处生态休憩绿地以及3块生态防护绿地，总面积约109公顷；华夏公园部分则与西侧原先已经建成的镇级公园华夏公园连成一体，于2006年1月开工，中途经过2008年“春景秋色”示范工程、2009年北通道绿地恢复工程改造，最终于2009年12月竣工。
2012年2月，华夏公园通过上海市绿化和市容管理局认定，由镇级公园调整为区级公园，并纳入城市公园名录；同年4月，被评为“上海市文明公园”。2018年和2022年，分别被评为上海市三星级公园和四星级公园。2023年10月，经综合评估后，华夏公园由原社区公园调整为综合公园。2023年12月22日，被评为“上海市新时代文明实践公园”。

## 公园概况

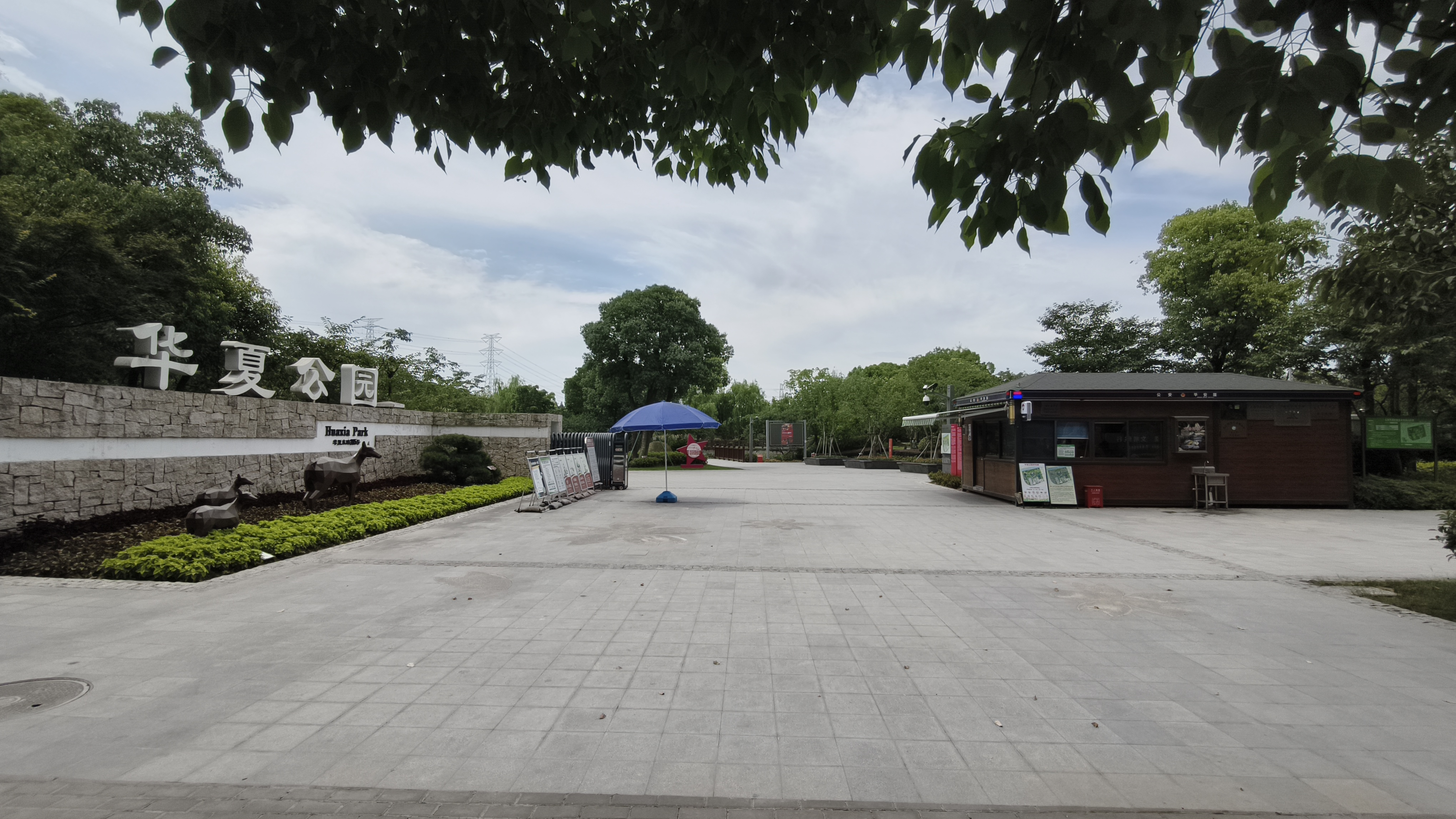
正门

华夏公园免费对市民开放，有西、中、东三个入口，西入口为公园养护用入口，中入口为公园管理所入口，东入口为游客唯一入口，也是林业站的入口。园路为标准的3.2米绿道，曲折蜿蜒，地势高低起伏，植物景观错落有致；主要种植雪松、杜英、栾树、桂花、樱花等，辅以各类果树、花灌木、地被植物和水生植物，部分区域为大面积草地；园内植物有约200种。园内建有亲水平台驳岸、仿古草亭等景观。公园有一条骨干河道，两处较宽阔的水面，及四条断流水。华夏公园绿林总面积17.67万平方米，并由相应的林长负责保护和管理。
公园现有樱花区、木兰区、獐园、运动休闲区和野生动物救助站5个特色区，以及通过水体相连的樱花岛、荷香满堂、心湖、秋水园、獐园、雨水花园六个景点，展示了园区“春花秋叶夏荷冬禽”的四季之景。

### 樱花区

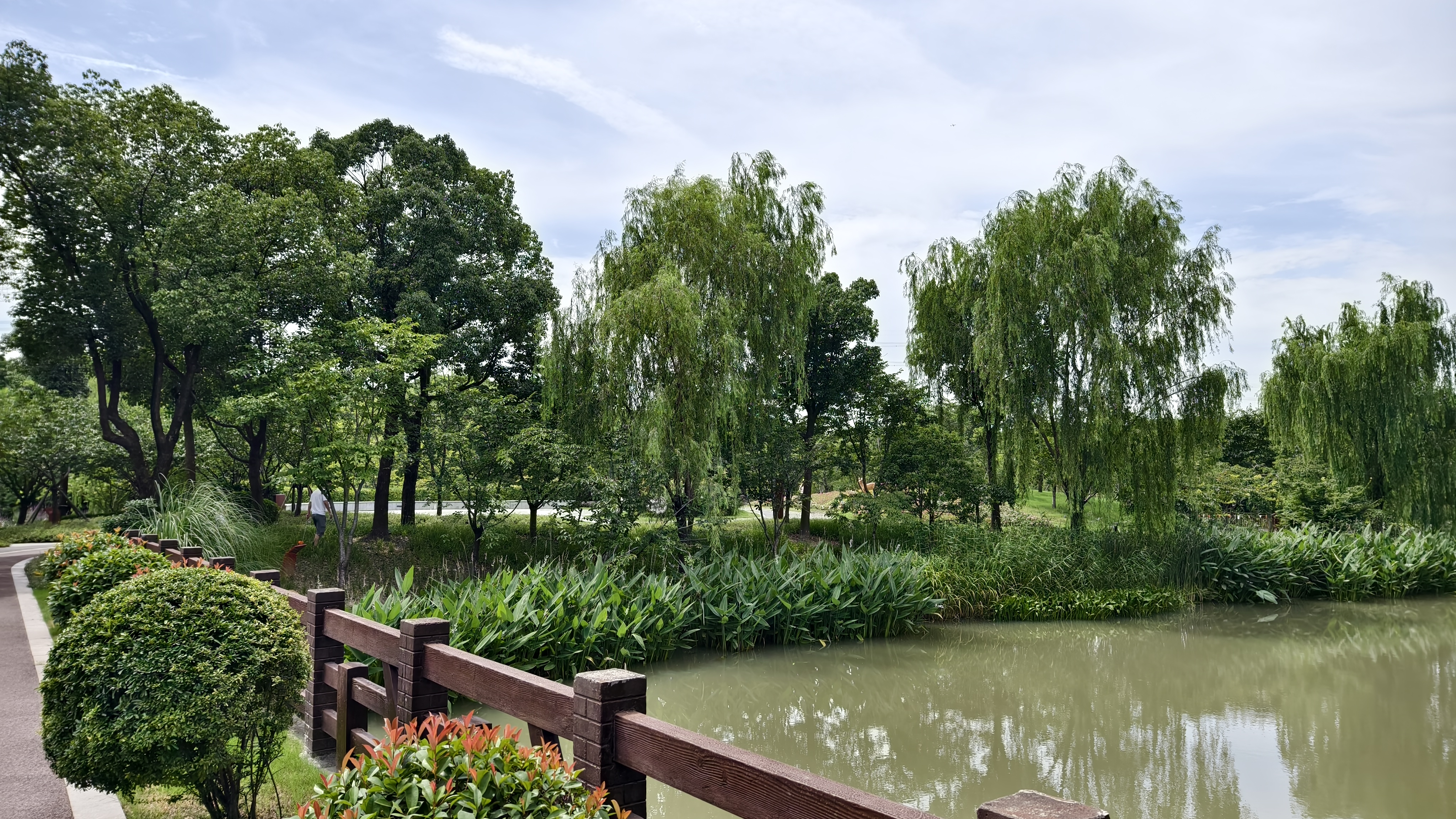
盛夏时节的樱花岛

华夏公园为浦东新区环城绿带恢复改造及“春景秋色”示范点改造建设项目之一，内有以樱花为特色的“樱花岛”，共有10种樱花品种，包括枝垂樱、大叶桂樱、冬樱花、寒樱、绿樱、福建山樱、日本晚樱、日本早樱、菊樱等，面积近3000平方米，植株700余株；花期3-5月，经常吸引众多市民前来观赏、游玩。

### 木兰区
园区内种植有白玉兰、红运玉兰、飞黄玉兰、二乔玉兰、深山含笑等各种木兰科植物，花期2-4月。

### 獐园

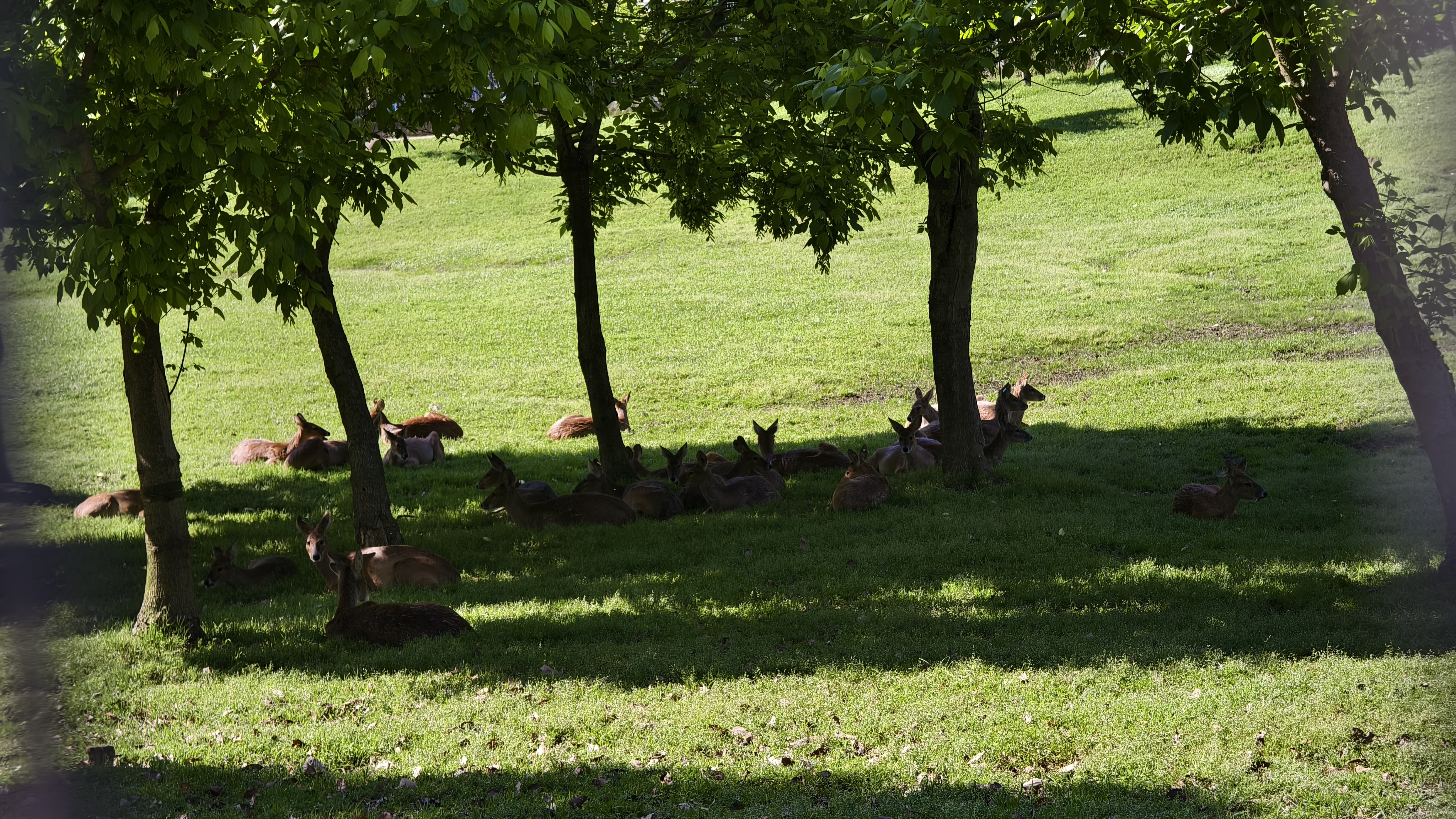
獐园内正在树下遮荫的一群獐子

公园内有“獐子重引入试点种群”基地，是华东师范大学、上海市林业总站、上海市野生动植物保护管理站合作进行的“獐重新引入项目”的一部分。獐园于2006年修建完毕，位于公园东北侧，是占地5400多平方米的林地，有水系和丰富植被，水域面积3454平方米，陆地面积1946平方米；设置了监护室、圈舍、投料点等人工设施。园内的獐子为散放、自由取食状态，9时至15时30分期间人工投放青饲料三叶草和精饲料干豆粕。每逢周二、四、六，獐园开放，游人可以更加亲近獐子；獐子的每年繁殖期在5月-7月，为最佳观赏时期。公园曾有计划引进鹿、猴等无攻击性的野生动物。
2007年3月，最先从浙江岱山县的繁育基地引入了21只1—3岁的成年獐进入华夏公园，第一年的存活率超过80%；2008年时，园内的獐已经繁殖到了50多头；至2009年，獐子数量已经达到70余只；2011年至2012年期间，院内獐子数量保持在70多只，2011年11月的种群数量准确为69只；2020年时，仍有70只獐子；2024年2月，园内有獐共40只，母獐27只，公獐13只。截至2023年，华夏公园已累计繁育獐超过400头，园内最多同时圈养100多只。不过獐园面积仅有5400多平方米，有专家指出这对于超过40只獐来说稍嫌拥挤。
华夏公园作为最早将獐重新引入上海的试点地和扩繁基地，曾多次将园内繁育的獐子输出至其他公园、林地，如滨江森林公园、浦南林地、明珠湖公园、南汇东滩、老港滨海生态廊道等地；截至2023年9月，共野放来自华夏公园的獐315头。
| 日期           | 提供地             | 引入地           | 数量 | 备注                                    | 来源                        |
| -------------- | ------------------ | ---------------- | ---- | --------------------------------------- | --------------------------- |
| 2007年3月      | 浙江岱山县繁育基地 | 华夏公园         | 21只 | 13雌8雄，年龄在1—3岁，当年存活率超过80% | [ 22 ] [ 23 ] [ 24 ] [ 14 ] |
| 2009年11月4日  | 华夏公园           | 滨江森林公园     | 12只 | 最初计划是6雌6雄，后改为8雌4雄，半野放  | [ 29 ] [ 24 ] [ 25 ] [ 28 ] |
| 2009年         | 华夏公园           | 松江区浦南       | 20只 | 半野放                                  | [ 26 ] [ 25 ]               |
| 2010年         | 华夏公园           | 滨江森林公园     | 2只  | 作为种群后续补充                        | [ 26 ] [ 28 ]               |
| 2010年6月5日   | 华夏公园           | 南汇东滩         | 6只  | 均为雄性                                | [ 30 ]                      |
| 2010年10月27日 | 华夏公园           | 南汇东滩         | 8只  | 5雌3雄                                  | [ 30 ]                      |
| 2011年         | 华夏公园           | 南汇东滩         | 6只  | 均为雄性，另有10只来自浦南林地          | [ 26 ]                      |
| 2015年12月     | 华夏公园           | 崇明区明珠湖公园 | 25只 |                                         | [ 26 ]                      |
| 2016年1月      | 华夏公园           | 松江区浦南       | 21只 | 个体交换                                | [ 26 ]                      |
| 2016年1月      | 松江区浦南         | 华夏公园         | 5只  | 个体交换                                | [ 26 ]                      |
| 2016年4月      | 华夏公园           | 上海野生动物园   | 35只 |                                         | [ 26 ]                      |
| 2018年         | 华夏公园           | 上海动物园       | 8只  | 均为幼年雌性，另有11只来自浦南林地      | [ 26 ] [ 31 ]               |
| 2020年         | 华夏公园           | 老港滨海生态廊道 | 12只 |                                         | [ 32 ]                      |
| 2020年12月8日  | 华夏公园           | 南汇东滩         | 15只 |                                         | [ 33 ]                      |
| 2021年1月24日  | 华夏公园           | 南汇东滩         | 20只 | 14雌6雄                                 | [ 33 ]                      |
| 2023年9月7日   | 华夏公园           | 滨江森林公园     | 8只  | 4雌4雄                                  | [ 28 ]                      |

### 运动休闲区
园内免费提供篮球场、网球场，为喜爱运动的市民提供健身娱乐的休闲场所。

### 野生动物救助站

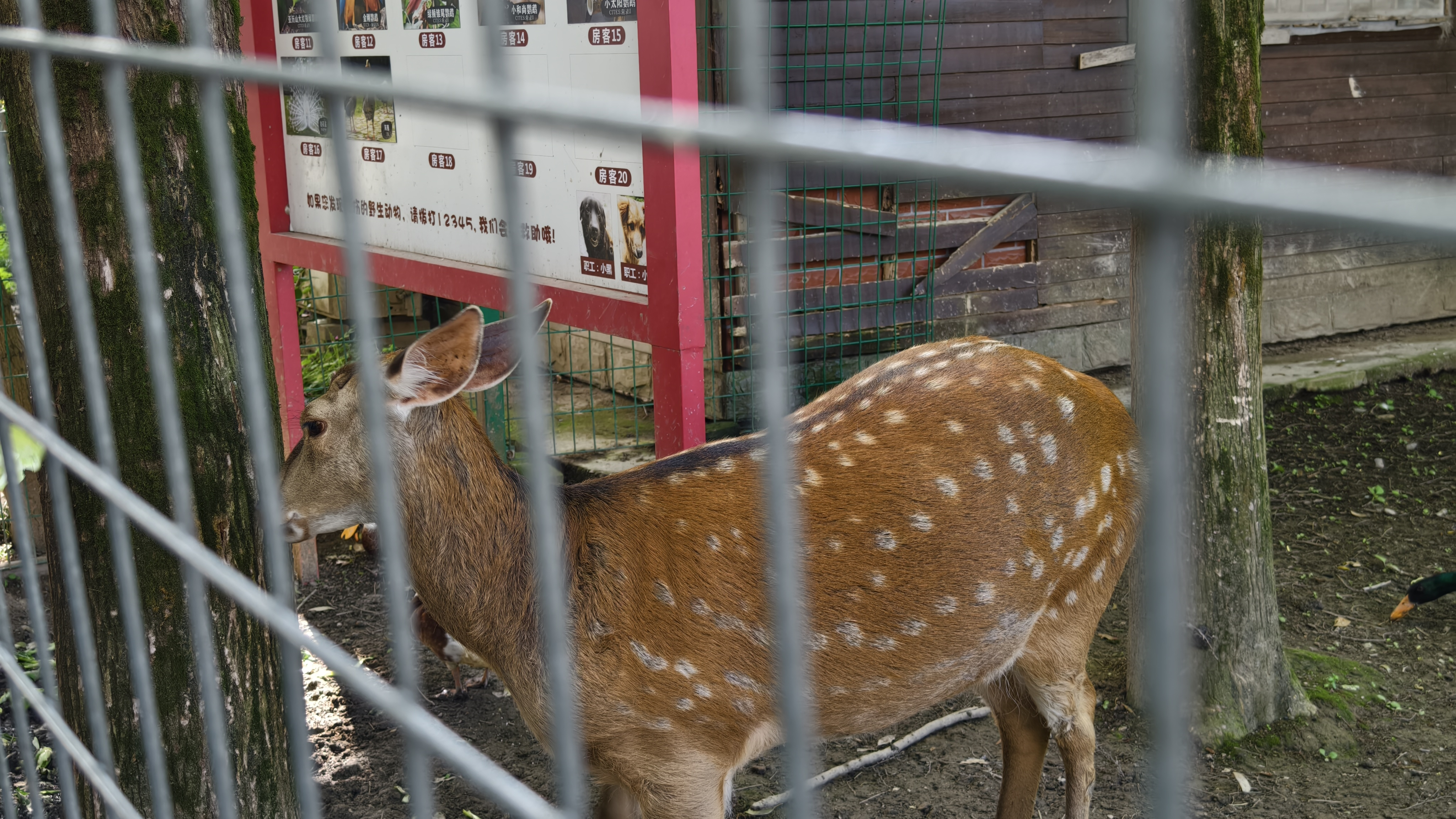
野生动物救助站里的一只梅花鹿

园内的野生动物救助站，成立于2005年，并于2007年4月7日正式挂牌“浦东新区野生动物救护点”，位于公园东北侧，占地约3亩（2,000平方），基本具备收容哺乳类、爬行类和禽类野生动物的条件；主要针对本地常见的受保护野生动物进行收容救护，康复后经由浦东新区林业站放归野外；若遇到国家一级、二级保护动物，则移交上海动物园、上海野生动物园进行进一步收容救护。仅2020年上半年，救助站就收容救护了野生动物43次，共82只。

## 活动
华夏公园是上海春日赏樱的一个好去处，也是2015年上海樱花节的观花公园之一，期间日均游客量达5000人次。
依托于园内的獐园和野生动物救助站，华夏公园经常举办动物科普等公益活动，并与华东师范大学合作，建立了本科生实习基地，也是华东师范大学《人类和自然保育》等通识课的校外实践地点。

## 附近机构
园内设置有国家级林业有害生物中心测报点。
上海市浦东新区林业站（上海市浦东新区环城绿带建设管理事务中心、上海市浦东新区野生动物保护站、上海市浦东新区森林植物检疫站）与华夏公园同位于浦东新区华夏东路285号，2010年由原上海市南汇区林业站更名重组成立。
上海市浦东新区绿化管理事务中心（上海市园林绿化工程安全质量监督站浦东分站）位于浦东新区华夏东路185号，可经由此处进入华夏公园，即中入口。

## 交通
乘坐公交车可选择188路、浦东108路、浦东118路、浦东119路、浦东94路、申川专线、徐川专线至华夏东路孙弘路或华夏东路孙桥路，下车后步行前往。距离华夏公园最近的地铁站是张江路站，可乘坐13号线到达，但直线距离仍有2公里左右。

## 图集
- 公园西入口（南2入口）
- 园内獐子一家的雕塑
- 园内的海宝雕塑
- 华夏公园管理处
- 獐园一部
- 獐园内部小屋
- 游客服务中心
- 游客服务中心阅览室内的标本
- 野生动物救助站的院子
- 园内的篮球场